# 僑光科技大學

僑光科技大學（英語：Overseas Chinese University ,O.C.U），簡稱僑光科大，O.C.U，是一所位於台中市西屯區的私立科技大學。

## 象徵

### 校訓
僑光的校訓是「明誠立信」，為創辦人陳積中先生親訂，意涵乃明道、誠樸、立業、信行的精神。

### 校徽
校徽設計以立足於地球，並由台灣出發的大船航行於世界各處。校徽具有三層意義：第一是僑光為華僑籌措資金創設，第二是呈現僑光的世界觀，第三是期許僑光的畢業學生擁有不可限量的未來，如大船從台灣出發，航向廣大的世界。

### 校旗
校旗設計以翠綠色為旗子顏色，象徵欣欣向榮、生生不息的意義。旗面有校名「僑光科技大學」，字體顏色為藍色，象徵具有光明發展的前景。校名之下為配合校名顏色而改用同一色系的校徽。

### 吉祥物
- 成群飛躍於海波上的飛魚，象徵僑光人的朝氣與活力，以及積極向上的精神。
- 飛得高、飛得遠，象徵僑光人積極拓展國際視野，夢想遠大。
- 僑光自許要如飛魚般「乘風破浪‧疾游而上」，秉持『明、誠、立、信』校訓，穩步朝向成功邁進。

三條飛魚的涵意
- 代表本校三個學院攜手共進、跨領域合作的精神。
- 代表僑光「教師」、「學生」與「校友」，僑光的教師帶領學生、學長姐帶領學弟妹，彰顯僑光人才傳承，積極向前的氣勢。

## 校史
1962年，創辦人陳積中先生籌辦「華僑工商管理學院」，於台中市西屯區購地約一萬五千坪。1964年，由於政府決策暫不增設大學及獨立學院，遂改申請設立僑光商業專科學校。初期招收五年制專科，有國際貿易、企業管理、會計統計、銀行保險等四科。1965年，設立二年制專科夜間部。
1983年，成立二專日間部，設有資訊管理、國際貿易二科，另外二專夜間部自1994年至2000年間陸續增設資訊管理、應用外語、財務金融科。
2000年，升格為僑光技術學院，開始招收二技日間部及進修部，包括資訊管理系、會計系、企業管理系等三系。2001年，增設四技日間部與進修部，資訊管理系、會計系、國際貿易系。二技日間部亦新增企業管理系與金融與風險管理系。2007年，增設全球運籌管理研究所碩士在職專班。
2009年8月，奉准改名為僑光科技大學。2010年，環境資源管理系改名觀光與休閒事業管理系，全球運籌管理研究所碩士在職專班與國際貿易系整併為國際貿易運籌系季碩士在職專班。2011年，停招金融與風險管理系。增設餐飲管理系。
2012年，日間五專部停止招生。增設多媒體與遊戲設計系、生活創意設計系、旅館與會展管理系、學士後國際商務英語學士學位學程。同年8月，調整學院系所架構，取消原有商學院、管理學院、人文與科技學院之建制：原隸屬於管理學院之觀光與休閒事業管理系、餐飲管理系、旅館與會展管理系，與隸屬於原人文科技學院之應用英語系，前項四系重新組成「觀光與餐旅學院」；原隸屬於商學院之財務金融系、金融與風險管理系、會計資訊系，與原隸屬於管理學院之企業管理系、行銷與流通管理系、國際貿易運籌系，以及原人隸屬於文科技學院之財經法律系，前項七系重新組成「商業與管理學院」；原隸屬於人文科技學院之生活創意設計系、多媒體與遊戲設計系、資訊科技系、應用華語文系，與原隸屬於管理學院之工業工程與管理系、資訊管理系，前項六系重新組成「資訊與設計學院」。
2013年，增設電腦輔助工業設計系。停招應用華語文系、會計資訊系、工業工程與管理系、資訊管理系、金融與風險管理系、學士後國際商務英語學士學位學程。2014年，資訊科技系碩士班停招，國際貿易運籌系改名國際貿易系。
2015年，資訊與設計學院改名設計與資訊學院。2017年，電腦輔助工業設計系分成機械設計組、產品設計組，進行分組招生。

## 歷任校長
| 時期         | 時間             | 校長         | 發展狀況(人事更替)                             |
| ------------ | ---------------- | ------------ | ---------------------------------------------- |
| 初創時期     | 民國51年～53年   | 陳興材       | 53年5月2日成立董事會，聘陳興材博士為首任校長。 |
| 奠基時期     | 民國53年～71年   | 陳興材       | 56年6月，陳興材校長赴美講學辭職。              |
| 奠基時期     | 民國53年～71年   | 張清源       | 張清源先生接任為校長，64年10月，張校長辭職。   |
| 奠基時期     | 民國53年～71年   | 黃仲玉       | 64年10月，黃仲玉女士代行校務，其後接任校長。   |
| 成長時期     | 民國71年～83年   | 陳伯濤       | 71年10月，黃仲玉校長退休，陳伯濤先生擔任校長。 |
| 成長時期     | 民國71年～83年   | 郭宗浩(代理) | 82年，郭宗浩教授代理校務。                     |
| 擴張時期     | 民國83年～91年   | 楊超塵       | 83年8月，楊超塵教授開始主持校務。              |
| 擴張時期     | 民國83年～91年   | 楊濬中       | 90年8月，楊濬中博士為校長。                    |
| 茁壯時期     | 民國91年～97年   | 楊肇政       | 91年9月，楊肇政博士為校長。                    |
| 茁壯時期     | 民國91年～97年   | 彭元熙(代理) | 95年8月，彭元熙博士為代理校長。                |
| 茁壯時期     | 民國91年～97年   | 石慶得       | 96年2月，石慶得博士為校長。                    |
| 展望時期     | 民國98年～101年  | 吳德和       | 98年3月，吳德和博士為校長。                    |
| 轉型時期     | 民國101年～103年 | 衛民         | 101年8月，衛民博士為校長。                     |
| 迎接挑戰時期 | 民國104年～      | 楊敏華       | 104年8月，楊敏華博士為校長。                   |
| 迎接挑戰時期 | 民國104年～      | 吳嘉生(代理) | 108年11月，吳嘉生博士代理校務。                |
| 迎接挑戰時期 | 民國104年～      | 余致力(現任) | 109年8月，余致力博士為校長。                   |

## 學校組織

### 行政單位
| 校長 |
| ---- |

| 副校長 |
| ------ |

| 教務處           | 註冊課務組、招生中心、教學發展中心、進修綜合業務組                                   |
| 學生事務處       | 生活輔導組、服務學習組、衛生保健組、課外活動指導組、陸生輔導組、諮商輔導中心、軍訓室 |
| 秘書室           |                                                                                      |
| 資訊中心         |                                                                                      |
| 研究發展處       | 學術發展組、推廣教育中心、校務研究辦公室、大學社會責任辦公室                         |
| 人事室           |                                                                                      |
| 會計室           |                                                                                      |
| 體育室           |                                                                                      |
| 國際與兩岸事務處 | 國際與兩岸事務處                                                                     |
| 環境安全衛生中心 |                                                                                      |
| 產學合作處       | 實習就業職涯發展組                                                                   |
| 四創中心         |                                                                                      |
| 圖書館           | 採錄編目組、諮詢服務組                                                               |
| 海外實習處       |                                                                                      |
| 公共關係處       |                                                                                      |

### 教學單位
| 商學與管理學院 | 國際貿易系         | 行銷與流通管理系   |
| 商學與管理學院 | 企業管理系暨碩士班 | 財務金融系暨碩士班 |
| 商學與管理學院 | 財經法律系         |                    |

| 觀光與餐旅學院 | 觀光與休閒事業管理系 | 餐飲管理系 |
| 觀光與餐旅學院 | 旅館與會展管理系     | 應用外語系 |

| 設計與資訊學院 | 資訊科技系暨碩士班 | 多媒體與遊戲設計系 |                      |
| 設計與資訊學院 | 生活創意設計系     | 電腦輔助工業設計系 | 機械與電腦輔助工程系 |

| 通識教育中心 |
| ------------ |

## 校園環境
僑光因應教育環境的轉變，近年來持續在進行校園空間的調整與整建老舊建築，用以擴建校園空間。從97 學年度起，在原運動場興建「觀光餐旅大
樓」。校園轉以南北向為主軸的交通動線及以南校門 ( 福星北路 ) 為入口校門的地標意象，改善原有教學與生活環境的空間問題，營造校園整體空間意象。

### 建築
校園內各棟建築，各以英文字母或阿拉伯數字為大樓及教室代碼，其整體配置如下：
| 大樓代碼 | 大樓名稱                                | 大樓解說 |
| -------- | --------------------------------------- | --- |
| 0        | 明誠樓                                  | 從西校門進入，「明誠樓」(左)與「立信樓」(右)相對，矗立於椰林大道兩側。這是一座地上五層，地下一層的教學大樓，根據僑光校訓「明誠立信」命名。學生事務處各單位辦公室位於一樓，二樓以上為一般教室。 |
| 1        | 立信樓                                  | 根據僑光校訓「明誠立信」命名。地上五層，地下一層的教學大樓。設計與資訊學院的多媒體與遊戲設計系、生活創意設計系的辦公室在此棟二樓，一樓至三樓有兩系專業教室，四、五樓為一般教室。椰林大道側面，有貨櫃牆裝置藝術，為新興打卡景點。 |
| 2        | 清源樓                                  | 以第二任校長張清源先生名字命名。地上五層，地下一層的教學大樓。與立信樓藉由樓梯相連，地下室為汽車停車場。一樓為設計與資訊學院辦公室、感知互動展演中心與大型階梯教室。二樓為電腦輔助工業設計系辦公區與各系專業教室，三至五樓則為一般教室。 |
| 3        | 弼臣樓 (「電競與遊戲產業菁英培訓基地」) | 以創校時期董事陳弼臣先生名字命名。地上四層，原為一般教學大樓，近年獲得教育部優化技職校院計畫的補助，加上校方投入近億經費，建置「電競與遊戲產業菁英培訓基地」，該棟大樓目前有7間賽事等級的專業實驗室。可進行電競遊戲之專業課程、線下競賽，並支援各類型遊戲平台以及AR/VR體感遊戲等賽事活動，同時也可以培育選手、賽評、主播、動畫等專業人才，提供3D列印、雷射雕刻等電競相關週邊商品之開發。 |
| 5        | 設計大樓                                | 本棟建築為原資訊樓，整修為設計與資訊學院專用的教學大樓。地下一樓，地上五樓的教學大樓。地下一樓為創設系專業攝影棚和多遊系的活動空間。一、二樓為創設系木工專業教室，工設系模型製作專業教室、科技整合應用專業教室、人因工程專業教室等，三至五樓則有工設、多遊及創設三系的專業電腦教室。 |
| 6        | 仲玉樓(學生活動大樓)                    | 以僑光第三任校長黃仲玉女士名諱命名。專科及技術學院時期為教學大樓，升格為科技大學後，改為學生活動大樓。為地下一樓，地上五樓的建築。地下室為會議空間，一樓為課外活動指導組辦公室，二樓為學生會、學生議會及畢委會空間，三至五樓為各類社團活動社室。 |
| 7        | 僑光館                                  | 是一棟綜合性大樓，一樓為研究發展處及產學合作處各組辦公室，二樓由觀光與餐旅學院配置辦公室及專業教室，三樓以上為體育室及各類體育活動教室。館內的規劃設計有桌球教室、武術教室、撞球教室、體適能中心、韻律教室、有氧舞蹈教室、視聽教室及羽球、籃球、排球場共用之體育館。 |
| 8        | 圖資大樓                                | 提供教學、研究和行政的綜合大樓。地下室有大型學術會議廳、玻璃屋活動區及中、小型會議室。一至三樓，為圖書館；四至九樓，有語言中心、電腦教室、資訊中心；商管學院系所辦公室：國際貿易系、財務金融系、行銷與流通管理系、企業管理系均在此。十樓至十二樓則為教師研究室。 圖資大樓建築的獨特造型，從高速公路、台74線快速道路遠處即可清楚辨識，成為僑光的特色建築。                                |
| 9        | 人文書院                                | 地上四層的建築物，為專科時期的圖書館。目前一至三樓為教學發展中心、商管學院財經法律系及通識中心辦公室。該棟大樓有僑光藝廊、影音放映室、新舞台劇場及多媒體教室、藝文教室等。 |
| A        | 積中堂                                  | 以創辦人陳積中先生名字命名，創校以來以此為行政中心。目前一樓為教務處、總務處、會計室等行政辦公區，二樓為大禮堂，三樓以上為校長室及人事室。 |
| B        | 雁閣樓                                  | 以僑光創校時期董事黃雁閣先生名字命名，為學生生活區。地下一樓有諮商輔導中心、校友會辦公室及資源教室。一樓有學生餐廳、會議室及音樂鑑賞廳，二樓以上為學生宿舍。 |
| C        | 觀餐大樓                                | 「觀光餐旅大樓」興建為四層樓的實習飯店，一樓為多功能運動場，基本設施包括 PU 運動場和各類球場等，為全校教職員工生運動之區域；室內為實習旅館大廳主要。二樓及三樓為實習旅館客房，四樓為會議室及交誼廳； 地下一樓為餐飲管理系各類餐飲課程實習與證照教室，地下二樓則為能夠停放近二千部的學生機車停車場。                                                                                      |

### 景觀
僑光所在地點原屬於台中市郊，隨著台中市升格，都會區隨之調整，逐漸成為位於都會區的都市型大學。目前校地面積為5.8公頃，朝精緻化規劃發展。學校主要交通動線為以南、北向為進出主軸，並以機能取向，劃分出教學、行政、運動、生活與停車等。近年水湳經貿園區開發建設，僑光受環境變更之利，交通條件、生活機能與環境品質大加提昇。落實環保、重視校園綠覆及透水磚面積，綠美化朝「生態綠化」發展，以種植本土樹種為主。在有限的校地中提升校地保水力，校園呈現在地特色、豐富生態環境。

### 周邊環境
水湳經貿園區 

台中市水湳經貿園區緊鄰僑光北側，臺中市政府在園內規劃的大型公共設施有中央公園、水湳國際會議展覽中心、中臺灣電影中心等。
中央公園 

中央公園面積約67.34公頃，被稱為「臺中之肺」，園區結合「智慧」、「低碳」與「創新」，並有十二感官互動設施，與一般公園差異性極大。園區利用植栽呈現不同風貌的地景，園內喬木數量達1萬棵以上，原生樹種占83%，是俱多樣化且適合生物棲息地的都市綠洲。清晨運動、午後漫步、黃昏觀晚霞看日落、夜晚探尋神秘的森林生態，時時宜人。公園裡設置5座滯洪池，平時為公共開放空間，汛期利用植生整治灌木，讓雨水滲入地下水層，達到保水及疏洪的目的。

## 爭議事件
- 僑光科大校長兒2年半拿學碩士　教部認違法！校長罰50萬、兒學位撤銷 （页面存档备份，存于）
- 僑光科大爆醜聞！餐飲系系主任僅國中學歷、靠關係上位 （页面存档备份，存于）

## 歷年日間部師生比及新生註冊率
- 110學年度日間部學生人數5931，專任老師人數220，日間部師生比26.96（學生數/老師數）。

- 112學年度新生註冊率81.23%。
- 113學年度新生註冊率84.55%。

## 外部連結
- 僑光科技大學 （页面存档备份，存于）
- 僑光科技大學校史館 （页面存档备份，存于）

1. ↑  .   [2023-01-15]. （原始内容存档于2023-01-01）.
2. ↑  教育部新生(含境外生)註冊率-以「校」統計
 （页面存档备份，存于）